# Tennis Masters Cup 2003
Tennis Masters Cup 2003 – tenisowy turniej ATP rangi Tennis Masters Cup zamykający sezon rozgrywek męskich rozgrywany w dniach 8–16 listopada 2003 roku w Houston na kortach twardych o puli nagród 3 700 000 dolarów amerykańskich.

## Gra pojedyncza

### Uczestnicy turnieju
| Numer | Tenisista           | Osiągnięcie  |
| ----- | ------------------- | ------------ |
| 01    | Andy Roddick        | półfinał     |
| 02    | Juan Carlos Ferrero | faza grupowa |
| 03    | Roger Federer       | zwycięstwo   |
| 04    | Guillermo Coria     | faza grupowa |
| 05    | Andre Agassi        | finał        |
| 06    | Rainer Schüttler    | półfinał     |
| 07    | Carlos Moyá         | faza grupowa |
| 08    | David Nalbandian    | faza grupowa |

### Faza grupowa

#### Grupa czerwona

##### Wyniki
| Nr | Tenisista        | Nr | Tenisista        | Wynik               |
| 1  | Andy Roddick     | 4  | Guillermo Coria  | 6:3, 6:7(3), 6:3    |
| 6  | Rainer Schüttler | 7  | Carlos Moyá      | 5:7, 4:6            |
| 1  | Andy Roddick     | 6  | Rainer Schüttler | 6:4, 6:7(4), 6:7(3) |
| 4  | Guillermo Coria  | 7  | Carlos Moyá      | 6:2, 6:3            |
| 1  | Andy Roddick     | 7  | Carlos Moyá      | 6:2, 3:6, 6:3       |
| 4  | Guillermo Coria  | 6  | Rainer Schüttler | 3:6, 6:4, 2:6       |

##### Tabela
| Lp. | Tenisista        | Mecze Wygrane – Przegrane | Sety Wygrane – Przegrane | Gemy Wygrane – Przegrane |
| --- | ---------------- | ------------------------- | ------------------------ | ------------------------ |
| 1.  | Rainer Schüttler | 2–1                       | 4–4                      | 43–42                    |
| 2.  | Andy Roddick     | 2–1                       | 5–4                      | 51–42                    |
| 3.  | Guillermo Coria  | 1–2                       | 4–4                      | 36–39                    |
| 4.  | Carlos Moyá      | 1–2                       | 3–4                      | 29–36                    |

#### Grupa niebieska

##### Wyniki
| Nr | Tenisista           | Nr | Tenisista        | Wynik               |
| 2  | Juan Carlos Ferrero | 3  | Roger Federer    | 3:6, 1:6            |
| 5  | Andre Agassi        | 8  | David Nalbandian | 7:6(10), 3:6, 6:4   |
| 2  | Juan Carlos Ferrero | 5  | Andre Agassi     | 6:2, 3:6, 4:6       |
| 3  | Roger Federer       | 8  | David Nalbandian | 6:3, 6:0            |
| 2  | Juan Carlos Ferrero | 8  | David Nalbandian | 3:6, 1:6            |
| 3  | Roger Federer       | 5  | Andre Agassi     | 6:7(3), 6:3, 7:6(7) |

##### Tabela
| Lp. | Tenisista           | Mecze Wygrane – Przegrane | Sety Wygrane – Przegrane | Gemy Wygrane – Przegrane |
| --- | ------------------- | ------------------------- | ------------------------ | ------------------------ |
| 1.  | Roger Federer       | 3–0                       | 6–1                      | 43–23                    |
| 2.  | Andre Agassi        | 2–1                       | 5–4                      | 46–48                    |
| 3.  | David Nalbandian    | 1–2                       | 3–4                      | 31–32                    |
| 4.  | Juan Carlos Ferrero | 0–3                       | 1–6                      | 21–38                    |

### Faza pucharowa
|  |           |                  |           |               |           |   |   |       |              |       |       |       |
|  | Półfinały | Półfinały        | Półfinały | Półfinały     | Półfinały |   |   | Finał | Finał        | Finał | Finał | Finał |
|  | Półfinały | Półfinały        | Półfinały | Półfinały     | Półfinały |   |   | Finał | Finał        | Finał | Finał | Finał |
|  |           |                  |           |               |           |   |   |       |              |       |       |       |
|  |           |                  |           |               |           |   |   |       |              |       |       |       |
|  | 6         | Rainer Schüttler | 7         | 0             | 4         |   |   |       |              |       |       |       |
|  | 6         | Rainer Schüttler | 7         | 0             | 4         |   |   |       |              |       |       |       |
|  | 5         | Andre Agassi     | 5         | 6             | 6         |   |   |       |              |       |       |       |
|  | 5         | Andre Agassi     | 5         | 6             | 6         |   |   | 5     | Andre Agassi | 3     | 0     | 4     |
|  |           |                  |           |               |           |   |   | 5     | Andre Agassi | 3     | 0     | 4     |
|  |           |                  | 3         | Roger Federer | 6         | 6 | 6 |       |              |       |       |       |
|  | 3         | Roger Federer    | 3         | Roger Federer | 6         | 6 | 6 | 7     | 6            |       |       |       |
|  | 3         | Roger Federer    |           |               |           |   |   |       |              |       |       |       |
|  | 1         | Andy Roddick     | 62        | 2             |           |   |   |       |              |       |       |       |
|  | 1         | Andy Roddick     | 62        | 2             |           |   |   |       |              |       |       |       |
|  |           |                  |           |               |           |   |   |       |              |       |       |       |

## Gra podwójna

### Uczestnicy turnieju
| Numer | Tenisiści                      | Osiągnięcie  |
| ----- | ------------------------------ | ------------ |
| 01    | Bob Bryan Mike Bryan           | zwycięstwo   |
| 02    | Mahesh Bhupathi Maks Mirny     | faza grupowa |
| 03    | Jonas Björkman Todd Woodbridge | faza grupowa |
| 04    | Mark Knowles Daniel Nestor     | półfinał     |
| 05    | Wayne Arthurs Paul Hanley      | faza grupowa |
| 06    | Michaël Llodra Fabrice Santoro | finał        |
| 07    | Martin Damm Cyril Suk          | faza grupowa |
| 08    | Gastón Etlis Martín Rodríguez  | półfinał     |

### Faza grupowa

#### Grupa czerwona

##### Wyniki
| Nr | Tenisiści                      | Nr | Tenisiści                      | Wynik               |
| 1  | Bob Bryan Mike Bryan           | 3  | Jonas Björkman Todd Woodbridge | 4:6, 6:3, 7:6(9)    |
| 6  | Michaël Llodra Fabrice Santoro | 7  | Martin Damm Cyril Suk          | 6:3, 7:6(5)         |
| 1  | Bob Bryan Mike Bryan           | 6  | Michaël Llodra Fabrice Santoro | 6:4, 5:7, 6:4       |
| 3  | Jonas Björkman Todd Woodbridge | 7  | Martin Damm Cyril Suk          | 6:3, 6:3            |
| 1  | Bob Bryan Mike Bryan           | 7  | Martin Damm Cyril Suk          | 7:5, 6:7(0), 7:6(4) |
| 3  | Jonas Björkman Todd Woodbridge | 6  | Michaël Llodra Fabrice Santoro | 6:7(1), 6:3, 4:6    |

##### Tabela
| Lp. | Tenisiści                      | Mecze Wygrane – Przegrane | Sety Wygrane – Przegrane | Gemy Wygrane – Przegrane |
| --- | ------------------------------ | ------------------------- | ------------------------ | ------------------------ |
| 1.  | Bob Bryan Mike Bryan           | 3–0                       | 6–3                      | 54–48                    |
| 2.  | Michaël Llodra Fabrice Santoro | 2–1                       | 5–3                      | 44–42                    |
| 3.  | Jonas Björkman Todd Woodbridge | 1–2                       | 4–4                      | 43–39                    |
| 4.  | Martin Damm Cyril Suk          | 0–3                       | 1–6                      | 33–45                    |

#### Grupa niebieska

##### Wyniki
| Nr | Tenisiści                  | Nr | Tenisiści                     | Wynik               |
| 2  | Mahesh Bhupathi Maks Mirny | 4  | Mark Knowles Daniel Nestor    | 4:6, 7:6(6), 6:7(4) |
| 5  | Wayne Arthurs Paul Hanley  | 8  | Gastón Etlis Martín Rodríguez | 4:6, 7:6(5), 7:6(9) |
| 2  | Mahesh Bhupathi Maks Mirny | 5  | Wayne Arthurs Paul Hanley     | 6:4, 7:6(2)         |
| 4  | Mark Knowles Daniel Nestor | 8  | Gastón Etlis Martín Rodríguez | 6:2, 6:1            |
| 4  | Mark Knowles Daniel Nestor | 5  | Wayne Arthurs Paul Hanley     | 6:4, 6:7(5), 7:6(6) |
| 2  | Mahesh Bhupathi Maks Mirny | 8  | Gastón Etlis Martín Rodríguez | 4:6, 4:6            |

##### Tabela
| Lp. | Tenisiści                     | Mecze Wygrane – Przegrane | Sety Wygrane – Przegrane | Gemy Wygrane – Przegrane |
| --- | ----------------------------- | ------------------------- | ------------------------ | ------------------------ |
| 1.  | Mark Knowles Daniel Nestor    | 3–0                       | 6–2                      | 50–37                    |
| 2.  | Gastón Etlis Martín Rodríguez | 2–1                       | 3–4                      | 33–38                    |
| 3.  | Mahesh Bhupathi Maks Mirny    | 1–2                       | 3–4                      | 38–41                    |
| 4.  | Wayne Arthurs Paul Hanley     | 1–2                       | 3–5                      | 45–50                    |

### Faza pucharowa
|  |           |                                |           |                                |           |   |   |                      |       |       |       |       |       |       |
|  | Półfinały | Półfinały                      | Półfinały | Półfinały                      | Półfinały |   |   | Finał                | Finał | Finał | Finał | Finał | Finał | Finał |
|  | Półfinały | Półfinały                      | Półfinały | Półfinały                      | Półfinały |   |   | Finał                | Finał | Finał | Finał | Finał | Finał | Finał |
|  |           |                                |           |                                |           |   |   |                      |       |       |       |       |       |       |
|  |           |                                |           |                                |           |   |   |                      |       |       |       |       |       |       |
|  | 1         | Bob Bryan Mike Bryan           | 6         | 6                              |           |   |   |                      |       |       |       |       |       |       |
|  | 1         | Bob Bryan Mike Bryan           | 6         | 6                              |           |   |   |                      |       |       |       |       |       |       |
|  | 8         | Gastón Etlis Martín Rodríguez  | 2         | 4                              |           |   |   |                      |       |       |       |       |       |       |
|  | 8         | Gastón Etlis Martín Rodríguez  | 2         | 4                              |           |   | 1 | Bob Bryan Mike Bryan | 6     | 6     | 3     | 7     | 6     |       |
|  |           |                                |           |                                |           |   | 1 | Bob Bryan Mike Bryan | 6     | 6     | 3     | 7     | 6     |       |
|  |           |                                | 6         | Michaël Llodra Fabrice Santoro | 7         | 3 | 6 | 63                   | 4     |       |       |       |       |       |
|  | 4         | Mark Knowles Daniel Nestor     | 6         | Michaël Llodra Fabrice Santoro | 7         | 3 | 6 | 63                   | 4     | 1     | 3     |       |       |       |
|  | 4         | Mark Knowles Daniel Nestor     |           |                                |           |   |   |                      |       |       |       |       |       |       |
|  | 6         | Michaël Llodra Fabrice Santoro | 6         | 6                              |           |   |   |                      |       |       |       |       |       |       |
|  | 6         | Michaël Llodra Fabrice Santoro | 6         | 6                              |           |   |   |                      |       |       |       |       |       |       |
|  |           |                                |           |                                |           |   |   |                      |       |       |       |       |       |       |